# Old Spice
Old Spice är ett märke för hygien- och doftprodukter för herrar, som sedan 1990 ägs av Procter & Gamble.
The Shulton Company, som ursprungligen tillverkade Old Spice, grundades 1934 av William Lightfoot Schultz. Företagets första Old Spice-produkt var en parfym som kallades Early American Old Spice for women, skapad 1937. Old Spice för män kom 1938.